# Javorník (kraj ołomuniecki)

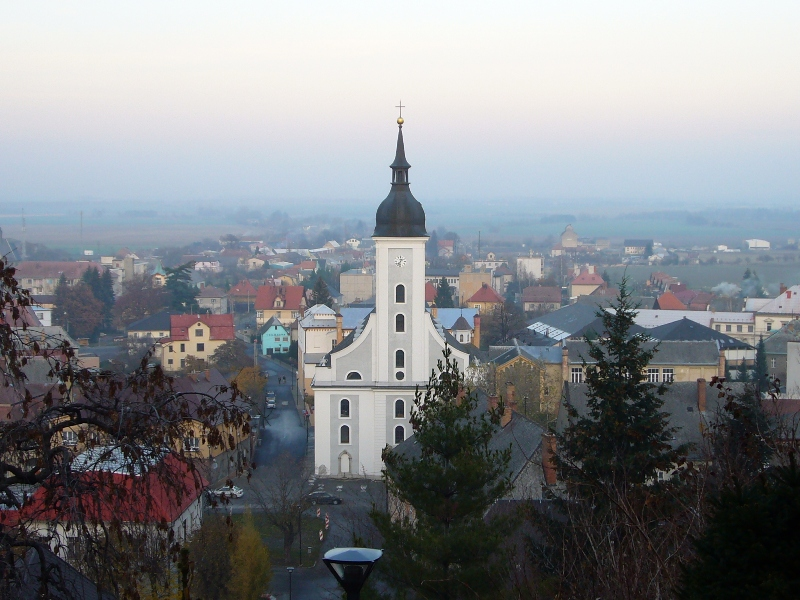
Widok z zamku na miasto z kościołem

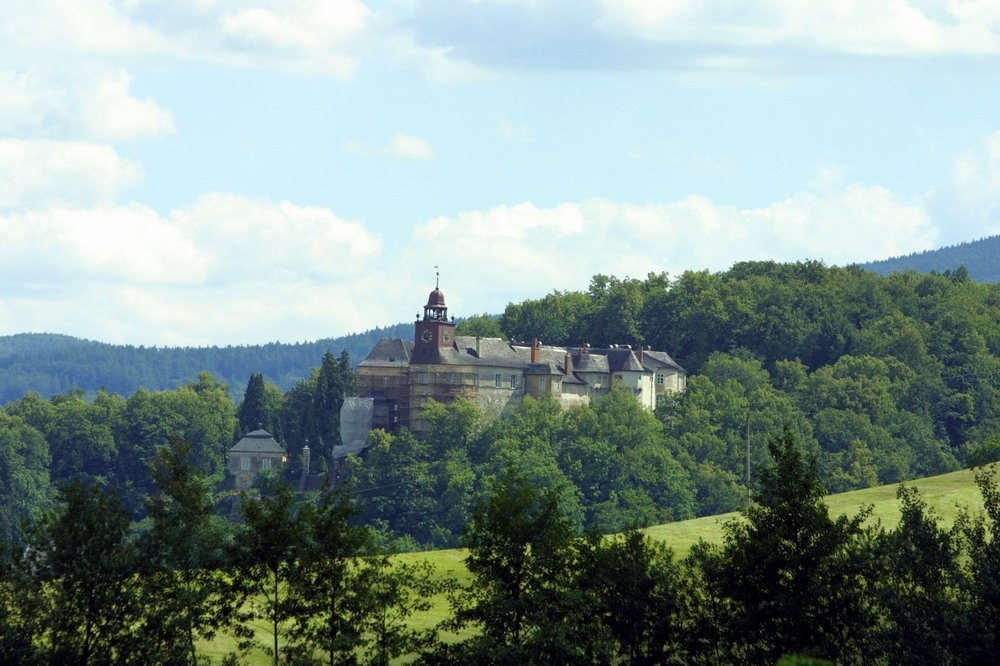
Zamek Jánský Vrch

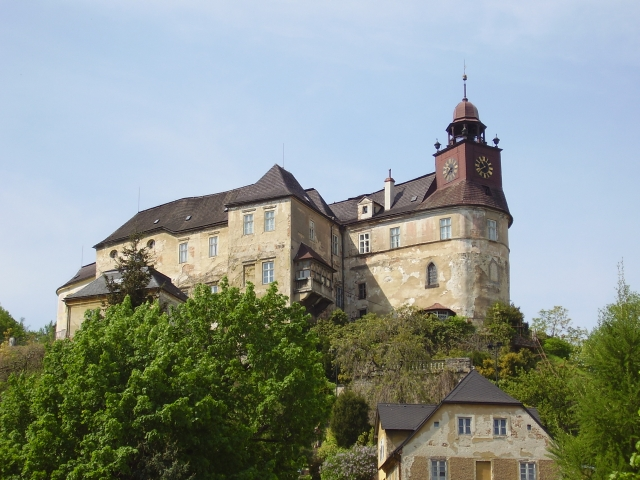
Zamek Jánský Vrch

Javorník (niem. Jauernig) – miasto w Czechach, w kraju ołomunieckim (powiat Jesionik) w cyplu javornickim (czes. javornický výběžek), na zboczu i u podnóża Gór Złotych. Historycznie miasto leży na terenie Dolnego Śląska.
Nad miastem góruje zamek Jánský Vrch (dawniej Johannesberg), wybudowany przez piastowskiego księcia Bolka I w porozumieniu z biskupem wrocławskim Janem Romką dla strzeżenia Śląska przed czeskim królem Wacławem II i wykorzystywany później jako letnia siedziba biskupów wrocławskich. Obecnie znajduje się w nim muzeum. Na miejscowym cmentarzu pochowano w 1945 roku arcybiskupa wrocławskiego kardynała Adolfa Bertrama. Pogrzebano go w grobie biskupa Josepha Hohenlohe, a w 1991 przeniesiono do katedry we Wrocławiu.
Według danych z 31 grudnia 2003 powierzchnia miasta wynosiła 7 744 ha, a liczba jego mieszkańców 2 967 osób.
Jest partnerem miasta Otmuchów.
W mieście znajduje się stacja kolejowa o nazwie Javorník ve Slezsku.

## Podział

### części gminy
- Bílý Potok
- Horní Hoštice
- Javorník
- Travná
- Zálesí

### gminy katastralne
- Bílý Potok
- Horní Hoštice
- Hundorf
- Javorník-město
- Javorník-ves
- Travná u Javorníka
- Zálesí u Javorníka

### Nazwy czeskie i niemieckie
| nazwa czeska                                               | nazwa niemiecka                 |
| ---------------------------------------------------------- | ------------------------------- |
| Bílý Potok                                                 | Weißbach                        |
| Kohout (1921-194? Hamberk)                                 | Hahnberg                        |
| Horní Hoštice (1869 Horne Hoštice)                         | Obergostitz (1890 Ober Gostitz) |
| Hundorf                                                    | Hundorf                         |
| Javorník                                                   | Jauernig                        |
| Město Javorník (1869 Javorník obec, 1880 Javorník (město)) | Jauernig Stadt                  |
| Travná (1880 Krautenvald, 1921-194? Krutvald)              | Krautenwalde                    |
| Ves Javorník (1869 Javorník Ves, 1880 Javorník (ves))      | Jauernig Dorf                   |
| Zálesí (1869-194? Waldek)                                  | Waldek (1900 Waldeck)           |

## Demografia
| Rok             | 1970  | 1980  | 1991  | 2001  | 2003  |
| --------------- | ----- | ----- | ----- | ----- | ----- |
| Liczba ludności | 3 086 | 2 948 | 3 018 | 2 947 | 2 967 |

Źródło: Czeski Urząd Statystyczny

## Osoby urodzone w Javorníku
- Liberatus Geppert (1815-1881), kompozytor[2]
- Adolf Paupie (1867-1942), krajoznawiec i kronikarz[3]
- Franciszek Babel de Fronsberg